# Kościół Le Terese w Wenecji
Kościół Santa Teresa Vergine  (nazywany powszechnie Le Terese) – rzymskokatolicki kościół w Wenecji w dzielnicy (sestiere) Dorsoduro, dedykowany św. Teresie z Ávili. Administracyjnie należy do Patriarchatu Wenecji. Jest kościołem filialnym w parafii San Nicola Vescovo (lub San Nicolò dei Mendicoli). Z wystroju wnętrza wyróżnia się obraz Św. Teresa w chwale na stropie kościoła, namalowany przez Nicolasa Régniera.
Przy kościele znajduje się zabytkowy klasztor, należący do 1810 roku do zgromadzenia sióstr św. Teresy, a obecnie, po renowacji i adaptacji z początku XXI wieku, użytkowany przez Università Iuav di Venezia.

## Historia
Kościół i klasztor zostały zbudowane pod koniec XVII wieku przez Andreę Cominellego (współpracownika Baldassare Longheny) dla zgromadzenia sióstr św. Teresy i konsekrowane w 1688 roku. W latach 1978–1996 przeprowadzono we wnętrzu kościoła, który znajdował się w złym stanie technicznym, prace restauracyjne.
Klasztor, usytuowany na lewo od kościoła, został zniesiony w 1810 roku i zamieniony na sierociniec. W XX wieku mieściło się w nim schronisko dla bezdomnych i przedszkole. W latach 1977–2004 przeprowadzono w klasztorze prace renowacyjne i adaptacyjne. Po ich zakończeniu budynek klasztorny przejął w użytkowanie Università Iuav di Venezia.

## Wnętrze
Kościół ma jedną nawę, posadowioną na planie zbliżonym do kwadratu. Podobny plan, choć mniejsze wymiary, ma apsyda. Wnętrze jest bogato dekorowane, z inkrustowanymi i polichromowanymi marmurami i kasetonowym sufitem, w którym znajdowały się obrazy mistrzów malarstwa weneckiego. Należały do nich: Madonna ze świętymi Jacopa Guarany i Św. Teresa w chwale na stropie kościoła, namalowany przez Nicolasa Régniera. Dwa znane obrazy, zdobiące niegdyś wnętrze kościoła, znajdują się obecnie w innych miejscach: Św. Michał ze świętymi z 1663 roku, pędzla brata zakonnego Massima da Verona, z ołtarza po prawej stronie prezbiterium, znajduje się w Muzeum Sztuki Sakralnej w Sant’Apollonia. Również z 1663 roku pochodzi obraz Św. Maria Magdalena u stóp Krzyża, namalowany przez Giovana Battistę Langettiego dla ołtarza Krucyfiksu. Po odrestaurowaniu w 1949 roku został przeniesiony do Muzeum Sztuki Weneckiej XVIII wieku. Wyposażenia kościoła dopełniały: ołtarz główny w apsydzie i cztery ołtarze boczne oraz meble kościelne, szaty liturgiczne, ambona i organy (działające jeszcze w latach 80. XX wieku).